# Tứ đại mỹ nhân Trung Hoa
Tứ đại mỹ nhân (chữ Hán: 四大美人; bính âm: sì dà měi rén) là cụm từ dùng để tả 4 người đẹp nổi tiếng trong lịch sử Trung Quốc, theo quan điểm hiện nay thì cụm từ này dùng để chỉ đến 4 người đẹp gồm: Tây Thi, Vương Chiêu Quân, Điêu Thuyền, Dương Quý phi. Sắc đẹp của họ được mô tả qua 4 cụm ngữ tu từ nổi tiếng để tả mỹ nhân, theo thứ tự là:
- 「Trầm ngư; 沉鱼」: có nghĩa là cá chìm sâu dưới nước;
- 「Lạc nhạn; 落雁」: có nghĩa là chim nhạn sa xuống đất;
- 「Bế nguyệt; 閉月」: có nghĩa là mặt trăng phải giấu mình;
- 「Tu hoa; 羞花」: có nghĩa là khiến hoa phải xấu hổ;

Thời điểm sinh ra khái niệm này không thống nhất, ngay cả sự đề cập xưa nhất cũng không liệt kê đúng với 4 nhân vật mà hiện nay chấp nhận. Các tài liệu lịch sử về họ cũng bị ảnh hưởng nhiều do một số truyền thuyết và lời đồn dân gian. Họ nổi tiếng và được gọi là ["Tứ đại mỹ nhân"] đều do những lưu truyền phổ biến thời nhà Minh và nhà Thanh đúc kết lại, tôn vinh sắc đẹp và ảnh hưởng của họ đối với các vị Hoàng đế Trung Quốc và những tác động của họ đến với lịch sử Trung Quốc.
Tất cả bốn người mỹ nhân đều có những kết thúc không có hậu hoặc vẫn còn là bí ẩn, số phận họ đúng như các câu dân gian "Phụng nhân bạc mạng" (phục vụ cho người khác nhưng kết cục khổ) và "Hồng nhan bạc mệnh" (có sắc đẹp thì số xấu).
Ngoài ra, còn có khái niệm Tứ đại yêu cơ, cũng để chỉ 4 người đẹp nổi tiếng trong lịch sử Trung Quốc, nhưng họ không đem lại điều tốt lành mà lại là "Hồng nhan họa thủy" (四大妖姬 - sắc đẹp gây tai họa cho đất nước, làm sụp đổ triều đại), đó là Muội Hỉ, Đát Kỷ, Bao Tự và Ly Cơ.

## Khái lược
Xa xưa, người Trung Hoa và các nước đồng văn Đông Á đều dùng cụm ngữ "Trầm ngư lạc nhạn, bế nguyệt tu hoa" (沉鱼落雁; 闭月羞花), có nghĩa là Cá lặn chim sa, nguyệt thẹn hoa nhường, dùng để mô tả hình dung về mỹ nhân.
Trong đó "Trầm ngư lạc nhạn" là cụm từ xuất hiện tương đối sớm và kinh điển, trong sách của Trang Tử, phần Tề vật luận (齐物论) đã xuất hiện:「"Mao Tường và Lệ Cơ, có tiếng là xinh đẹp. Cá thấy thì lặn sâu dưới nước, chim thấy thì bay cao, hươu Mi Lộc thấy thì chạy nhanh. Những thứ vật này nào đâu biết đến cái đẹp chứ!"; 毛嫱、丽姬，人之所美也，鱼见之深入，鸟见之高飞，糜鹿见之决骤，四者孰知天下之正色哉。」. Nguyên bản thấy rõ, "Trầm ngư lạc nhạn" ban đầu ví von động vật không biết thưởng thức cái đẹp, ý nói động vật thấy người là trốn, là kinh sợ, có đẹp hay không cũng là vô dụng. Thi nhân đời Đường là Tống Chi Vấn (宋之问) viết về Tây Thi có bài: 「"Điểu kinh nhập tùng la, ngư úy thẩm hà hoa"; 鸟惊入松萝，鱼畏沈荷花。」, những ví von chim sa cá lặn ban đầu chỉ sự tỏ vẻ kinh sợ của động vật khi thấy người đơn thuần, qua thi ca mới dần dùng để chỉ người đẹp.
Còn như Hoa (花), từ xưa là danh từ tiêu biểu để hình dung về người đẹp, Nguyệt (月) nói đến mặt trăng cũng thuộc về một khái niệm đẹp của tự nhiên. Cho nên đẹp như hoa, đẹp như trăng là tả dung mạo phi phàm; cá bơi trong nước, chim bay trên cao, là hình dung sự rung động của người thường khi thấy mĩ nhân, cho nên ví liên quan đến cá, chim là ý chỉ dung mạo hơn người.
Đây là một số các chữ nổi tiếng để nói về bốn nàng mỹ nhân. Nguồn gốc chính xác của những câu này hiện nay vẫn còn gây tranh cãi.
| 西施沉魚 昭君落雁 貂嬋閉月 貴妃羞花 | Tây Thi trầm ngư Chiêu Quân lạc nhạn Điêu Thuyền bế nguyệt Quý Phi tu hoa |

Có nghĩa là: Nếu Tây Thi có nét đẹp làm cá phải lặn (Trầm Ngư), Vương Chiêu Quân khiến chim nhạn mãi ngắm nhìn quên bay nên rơi rớt (Lạc Nhạn), Điêu Thuyền đẹp đến nỗi trăng cũng phải khép, núp vào mây (Bế Nguyệt, bế ở đây là khép cửa, ngừng), thì Dương Quý Phi mỗi khi ngắm hoa, hoa đều rũ héo vì hổ thẹn (Tu Hoa, tu là xấu hổ, e thẹn).

## Điển tích về Tứ đại mỹ nhân

### Tây Thi
Nàng Tây Thi sống ở thời Xuân Thu, là một người con gái nước Việt, làm nghề dệt vải ở núi Trữ La, Gia Lãm (nay là Chư Kỵ). Tương truyền Tây Thi đẹp đến nỗi, ngay cả khi nàng nhăn mặt cũng khiến người ta mê hồn.
Một hôm, nàng cùng các thôn nữ khác đến bên sông giặt giũ như thường lệ. Khi nàng giặt áo bên bờ sông, bóng nàng soi trên mặt nước sông trong suốt làm nàng thêm xinh đẹp. Cá nhìn thấy nàng, say mê đến quên cả bơi, dần dần lặn xuống đáy sông. Từ đó, người trong vùng xưng tụng nàng là "Trầm Ngư"' (沉鱼).
Nổi tiếng xinh đẹp, nàng gặp gỡ và yêu mến một đại thần nước Việt là Phạm Lãi, một trọng thần của Việt vương Câu Tiễn. Khi nước Việt bị Ngô vương Phù Sai đánh bại và bắt Việt vương làm con tin, Phạm Lãi đã dùng kế mỹ nhân để giúp Việt vương. Tây Thi được chọn là một trong các mỹ nhân tiến cho Ngô vương, và nàng đã khiến Ngô vương say đắm, thả Việt vương về. Sau khi quay về, Việt vương đã gây dựng binh lực, đánh bại Ngô vương, trở thành một giai thoại nổi tiếng trong lịch sử thời Xuân Thu.
Về kết cục của Tây Thi, có rất nhiều dị bản. Có thuyết cho là nàng tự sát cùng Ngô vương, có thuyết cho rằng nàng bị vợ của Câu Tiễn giết vì sợ trở thành mầm họa làm loạn đất nước, như việc nàng đã khiến nước Ngô bị diệt. Nhưng truyền thuyết nổi tiếng nhất là nàng đã cùng Phạm Lãi chu du đến Ngũ Hồ, sống cuộc đời ẩn dật.
Ngoài ra, trong sách của Trang Tử, phần Tề vật luận (齐物论) có câu:"Mao Tường và Lệ Cơ, có tiếng là xinh đẹp. Cá thấy thì lặn sâu dưới nước, chim thấy thì bay cao, hươu Mi Lộc thấy thì chạy nhanh." Do vậy, danh hiệu Trầm Ngư có người cho rằng đúng ra phải là của Mao Tường, ái thiếp của Việt Vương Câu Tiễn cuối thời Xuân Thu, nhưng nàng chỉ là một sủng phi an phận ở hậu cung nên ít được hậu thế biết đến như Tây Thi.

### Vương Chiêu Quân
Nàng Vương Chiêu Quân sống dưới thời nhà Tây Hán, con gái của một gia đình thường dân ở Nam Quận (nay là huyện Hưng Sơn, tỉnh Hồ Bắc). Chiêu Quân nhập cung làm Gia nhân tử của Hán Nguyên Đế Lưu Thích, nhưng không được Hoàng đế biết đến.
Khi Thiền vu Hung Nô là Hô Hàn Tà đến cầu thân, Hoàng đế đã chọn 5 vị Gia nhân tử trong cung ban cho Thiền vu. Ở quá lâu trong hậu cung mà chưa từng được Hoàng đế đoái hoài, Chiêu Quân tự mình đề cử lên quan quản Dịch đình là Dịch đình lệnh cho mình dự vào trong những người nguyện theo Thiền vu đi đến Hung Nô. Tương truyền khi Chiêu Quân đến đại điện, Hán Nguyên Đế đã sửng sốt trước vẻ đẹp của nàng nhưng không thể thu hồi thành mệnh. Nàng xuất giá đi Hung Nô trong sự luyến tiếc của Hán Nguyên Đế.
Câu chuyện về Chiêu Quân được gọi Chiêu Quân xuất tái (昭君出塞) trở thành một điển tích nổi tiếng trong thi ca Trung Quốc về sau. Truyền thuyết nói rằng, khi Chiêu Quân đi ngang một hoang mạc lớn, lòng nàng chan chứa nỗi buồn vận mệnh cũng như lìa xa quê hương. Nhân lúc ngồi lưng ngựa buồn u uất, liền đàn "Xuất tái khúc". Có một con ngỗng thiên nga trên trời bay ngang, nghe nỗi u oán cảm thương trong khúc điệu liền ruột gan đứt đoạn và sa xuống đất. Bấy giờ nàng được xưng tụng là "Lạc Nhạn" (落雁).
Vương Chiêu Quân đi vào lịch sử Trung Quốc như một người đẹp hòa bình, sự quên mình của nàng góp phần mang lại hòa bình trong 60 năm giữa nhà Hán và Hung Nô.

### Điêu Thuyền
Nàng Điêu Thuyền là một hình tượng trong tiểu thuyết Tam quốc diễn nghĩa. Theo truyện, nàng Điêu Thuyền sống vào thời Tam Quốc, khoảng thế kỷ thứ 3, là con gái nuôi của Tư đồ Vương Doãn. Khi đó, triều đình Đông Hán bị suy thoái do sự chuyên quyền của Đổng Trác, một người hung bạo, phá hoại cương thường, bị người đương thời gọi là Quốc tặc.
Giai thoại kể rằng, khi Điêu Thuyền ra ngoài trời đêm bái trăng thì mây kéo đến che khuất mặt trăng. Vương Doãn cho là lạ, lại muốn làm tôn lên vẻ đẹp của con gái, nên nói phao lên rằng Điêu Thuyền đẹp đến nỗi trăng cũng phải giấu mình. Từ đó, nàng được mọi người xưng tụng nhan sắc là "Bế nguyệt" (闭月).
Tư đồ Vương Doãn đa mưu túc trí, dùng "liên hoàn kế", mượn Điêu Thuyền khiến Đổng Trác và con nuôi là Lữ Bố mê mẩn nàng, muốn chiếm đoạt nàng. Vương Doãn ra kế gả nàng cho Đổng Trác làm thiếp, sau đó chọc tức Lữ Bố, khiến Bố đang tâm muốn giết Trác để giành lại Điêu Thuyền. Cuối cùng, vào năm 192, Đổng Trác bị Lữ Bố giết hại.
Kết cục của Điêu Thuyền không thật sự rõ ràng, rất nhiều dị bản khác nhau trong dân gian. Trong tiểu thuyết, sau khi Đổng Trác bị giết, Điêu Thuyền trở thành thê thiếp của Lữ Bố.

### Dương Quý Phi
Nàng Dương Ngọc Hoàn, một thiếu nữ sống vào thời nhà Đường. Nàng là người Thục Quận (nay là Thành Đô – tỉnh Tứ Xuyên), nguyên quán Bồ Châu. Bà là con út trong số bốn người con gái của một vị quan tư hộ đất Thục Chân. Gia đình này nguyên gốc ở một quận Hòa Âm thuộc Trung Đông, có tổ tiên là Dương Uông Chi (楊汪之), một hậu duệ hoàng tộc nhà Tùy. Khi đến tuổi trưởng thành, nổi tiếng vì sắc đẹp tuyệt trần, nàng được cưới cho Thọ vương Lý Mạo, con trai của Đường Huyền Tông Lý Long Cơ.
Sau khi mẹ của Thọ vương Mạo là Võ Huệ phi qua đời, Đường Huyền Tông ngày đêm đau buồn, nhưng rồi Huyền Tông mau chóng vơi đi khi nhìn thấy con dâu là Dương thị trong lễ tang của Huệ phi. Nàng được Huyền Tông say mê, và Hoàng đế quyết tâm đoạt nàng từ tay con trai đưa vào cung. Không lâu sau, Dương thị được phong làm Quý phi.
Tương truyền, một hôm Quý phi đến hoa viên thưởng hoa giải buồn, nhìn thấy hoa Mẫu Đơn, Nguyệt Quý nở rộ, nghĩ rằng mình bị nhốt trong cung, uổng phí thanh xuân, lòng không kiềm được, buông lời than thở: 「"Hoa à, hoa à! Ngươi mỗi năm mỗi tuổi đều có lúc nở, còn ta đến khi nào mới có được ngày ấy?"」. Lời chưa dứt lệ đã tuôn rơi, nàng vừa sờ vào hoa, hoa chợt thu mình, lá xanh cuộn lại. Nào ngờ, loài hoa nàng sờ phải là loại hoa trinh nữ (cây xấu hổ). Lúc này, có một cung nữ nhìn thấy, người cung nữ đó đi đâu cũng nói cho người khác nghe việc ấy. Từ đó, mọi người gọi Dương Ngọc Hoàn là "Tu hoa" (羞花).
Khi Loạn An Sử nổ ra, Dương Quý phi cùng Đường Huyền Tông phải rời khỏi Trường An. Khi đến Mã Ngôi, quân sĩ thấy anh trai Quý phi là Dương Quốc Trung tham tàn hiểm ác, bèn giết chết Trung và ép Huyền Tông phải xử tử Dương Quý phi. Nàng bị Huyền Tông sai người thắt cổ. Sau khi chết, xác Quý phi chỉ chôn vội ven đường.

## Ảnh hưởng

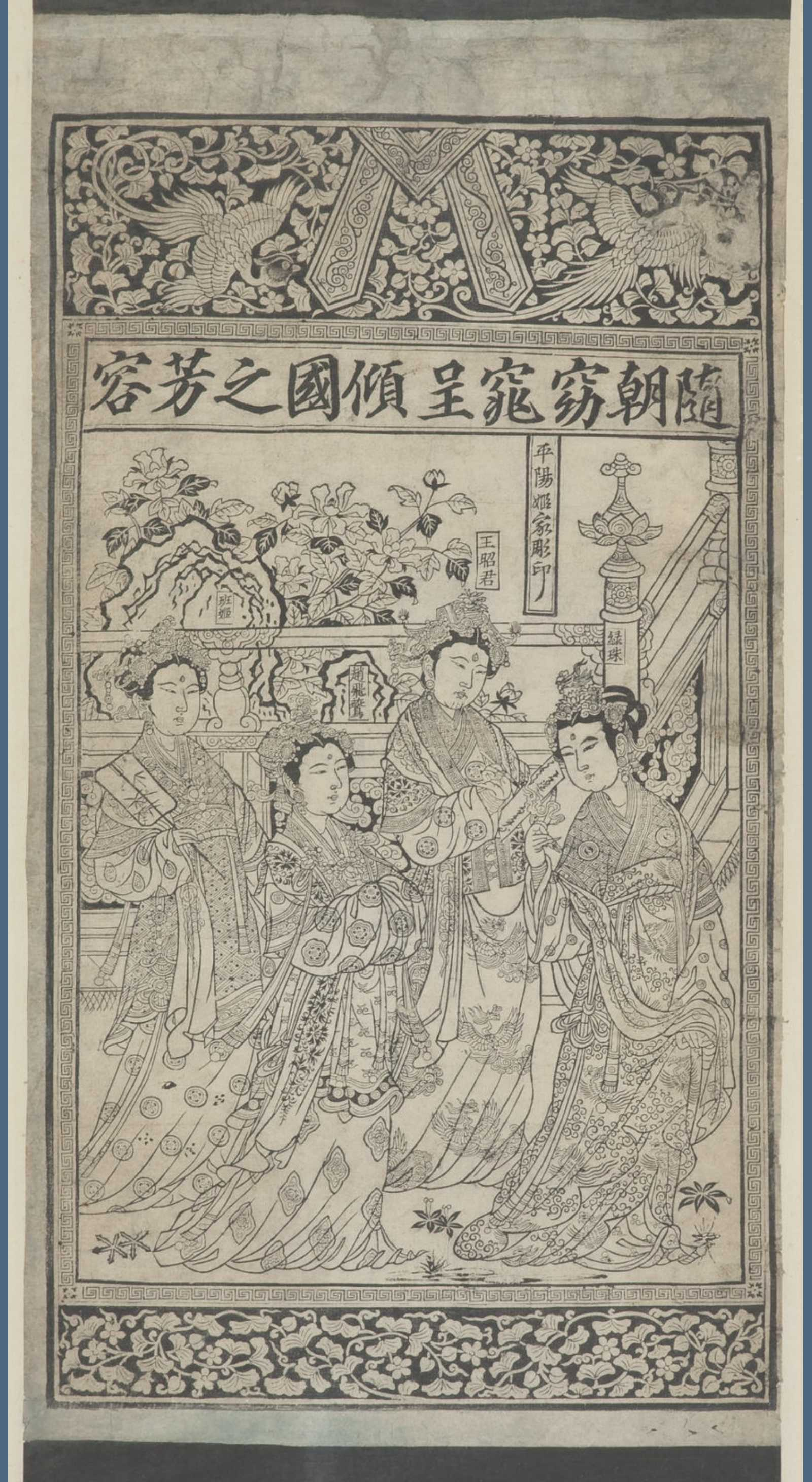
Bức tranh "Tùy triều yểu điệu trình khuynh quốc chi phương dung đồ" (隋朝窈窕呈倾国之芳容图).

### Các thuyết khác về Tứ đại mỹ nhân
Danh tứ đại mỹ nhân sẽ là Điêu Thuyền Tây Thi, Vương Chiêu Quân,  và Dương Ngọc Hoàn.
Tứ đại mỹ nhân còn có thuyết khác rằng: 「"Tiếu Bao Tự; bệnh Tây Thi; ngận Đát Kỷ; túy Dương phi"; 笑褒姒、病西施、狠妲己，醉杨妃」, tức nói đến: Bao Tự nở nụ cười, Tây Thi đau nhức, Đát Kỷ hung ác và Dương Quý phi say xỉn là 4 vẻ đẹp điển hình. Cả bốn người này đều nổi tiếng về việc khiến một triều đại bị hủy hoại, khiến vị quân vương si mê đến nỗi tiêu tan sự nghiệp.
Năm 1909, tại Cam Túc, phát hiện một bức tranh thời Nam Tống gọi là "Tùy triều yểu điệu trình khuynh quốc chi phương dung đồ" (隋朝窈窕呈倾国之芳容图), còn xưng là "Tứ mĩ đồ" (四美图). Theo đó, có 4 mỹ nữ gồm: Lục Châu, Vương Chiêu Quân, Triệu Phi Yến và Ban Cơ.
Thi sĩ nhà Minh là Trương Nguyên Khải (张元凯) có viết thơ ngâm về Tứ đại mỹ nhân, theo đó: Minh phi, Phi Yến, Văn Quân và Lục Châu; gọi là Cổ đại Tứ mỹ nhân.

### Các thuyết về đặc điểm
Dù chỉ là hình tượng thi ca hư cấu, nhưng tựa theo các tác phẩm Trung Quốc, Tứ đại mỹ nhân mỗi người đều có những đặc trưng riêng. Ví dụ điển hình vào năm 2008, nhà văn Kỷ Liên Hải (紀連海) viết một quyển sách nói về Tứ Đại Mỹ Nhân với tựa đề "Kỷ Liên Hải khen chê Tứ Đại Mỹ Nhân" (紀連海嘆說四大美人). Trích dẫn một phần trong quyển sách là "西施腳大，昭君肩溜，貂蟬耳小，貴妃腋臭" nghĩa là Tây Thi chân to, Vương Chiêu Quân vai xệ, Điêu Thuyền tai nhỏ, Dương Quý Phi mùi thân.
Tây Thi được biết tới là bị đau ngực, tuy nhiên nỗi đau làm mặt nàng đẹp hơn bao giờ hết. Một số người nói nàng có chân to hơn bình thường. Dương Quý Phi thì được nói tới rằng bị thân thể có mùi hôi, nàng thường tìm cách gỡ bỏ mùi bằng cách dùng bột thơm trong khi tắm. Điêu Thuyền thì bị đồn có tai to tai nhỏ. Vương Chiêu Quân thì được nhắc tới với một bên vai cao, một bên thấp.

### Trong văn hóa đại chúng
Trong các tác phẩm điện ảnh, thi ca, đề tài mỹ nhân luôn được quan tâm để ý. Vô số các tác phẩm nghệ thuật ra đời để nói về họ.
Một đô thị ở Singapore tên là Simei (en:Simei được viết theo bính âm zh:四美 có nghĩa là Tứ Đại Mỹ Nhân) để vinh danh bốn nàng mỹ nhân của Trung Quốc bởi bộ trưởng Bộ phát triển Quốc gia Teh Cheang Wan. Tô Đông Pha đã so sánh Tây Thi với sắc đẹp Tây Hồ thuộc Hàng Châu trong cuốn sách có tên (飲湖上初睛居雨). Một danh thơ, Lý Bạch, sống trong thời nhà Đường viết một bài thơ về Tây Thi. Ca sĩ nhạc hiện đại mandopop, Trương Chân Phi (張真菲) viết một bài hát về tứ đại mỹ nhân lịch sử và ý nghĩa của họ. Trong mùa thứ chín của America's Next Top Model, bốn cô gái cuối trong phần chung kết được học những bài học về "Tứ đại Mỹ Nhân".